# Scott Dixon
Scott Ronald Dixon (Brisbane, 22 de julho de 1980) é um automobilista neozelandês que atualmente compete na IndyCar Series pela equipe Chip Ganassi Racing. Ele é hexacampeão da Indy, tendo vencido nos anos de 2003, 2008, 2013, 2015, 2018 e 2020. Ele também é o vencedor das 500 Milhas de Indianápolis de 2008. Nos carros esportivos, Dixon venceu 3 vezes no geral as 24 Horas de Daytona. Ele também foi campeão da Fórmula Vee da Nova Zelândia em 1994, da Fórmula Ford da Nova Zelândia em 1995 e 1996, e da Indy Lights em 2000.

## Biografia
Scott Ronald Dixon nasceu em Brisbane, capital do estado australiano de Queensland, em 22 de julho de 1980, sendo o filho mais novo e único do sexo masculino de Ron e Glenys Dixon, dois expatriados neozelandeses de classe média, e tem duas irmãs mais velhas. Embora tenha nascido na Austrália, Scott possui cidadania neozelandesa. Os pais de Dixon correram em vários tipos de carros em vários circuitos, e possuíam uma pista de terra em Townsville, no norte de Queensland. A família mudou-se para a Austrália em 1976 em busca de melhores oportunidades, estabelecendo-se em Townsville antes de retornar para Auckland, Nova Zelândia, uma década depois, após um grande acidente envolvendo seu pai, que faleceu em outubro de 2023.
Na juventude, Scott frequentou a Manurewa Central Primary, a Green Meadows Intermediate e a James Cook High School. Em fevereiro de 2008, ele se casou com Emma Davies-Dixon, ex-campeã britânica e galesa dos 800 metros e apresentadora de televisão. Eles têm três filhos: Poppy, nascida em julho de 2009, Tilly, nascida em setembro de 2011, e Kit, nascido em dezembro de 2019.

## Carreira

### Kart
Aos sete anos, Dixon começou a correr de kart depois de assistir seus primos correrem na pista oval de kart de Mt. Wellington, em Auckland, e tentou andar de kart após a conclusão da corrida. Ele foi incentivado por seus pais a seguir carreira no automobilismo e foi colocado pela primeira vez em um Midget com motor Ironhorse aos oito anos. Dixon foi influenciado pelo sucesso dos pilotos neozelandeses de Fórmula 1 Chris Amon, Denny Hulme e Bruce McLaren. Ao longo dos seis anos seguintes, os pais de Dixon compraram equipamentos adicionais dependendo das circunstâncias e do aumento das suas realizações. Para financiar a carreira de Scott, seu pai trabalhou longas horas importando karts e carros Omega do Japão, e pediu tanto dinheiro emprestado que não contou nada à esposa. Durante os cinco anos seguintes, Dixon venceu 30 grandes campeonatos de kart australianos e neozelandeses em sua faixa etária, incluindo o do campeonato júnior da Nova Zelândia de 1992.

### Categorias inferiores
Aos 13 anos, ele começou a correr em monopostos, ganhando dispensa para obter uma licença de competição júnior para participar de eventos de clube e nível nacional em categorias até Fórmula Ford, após pressão de seus pais. Dixon conquistou o Campeonato de Fórmula Vee da Nova Zelândia de 1994 em sua primeira tentativa, tornando-se o campeão mais jovem. Ele ficou em segundo lugar no Campeonato de Fórmula II da Nova Zelândia de 1994, e dirigiu a NZRDC Formula Ford Winter Series de 1994. Dixon capotou um carro Nissan Sentra durante uma corrida no Pukekohe Park Raceway, capturando a atenção nacional quando as imagens o mostraram lutando para sair do carro capotado, com ele tendo uma almofada presa às costas para alcançar os pedais. 
Na temporada de 1995-1996, ele dirigiu um carro de 1600 cc leve, com um monoposto pushrod de baixa pressão no Campeonato de Fórmula Ford Classe II da Nova Zelândia de nível superior, sendo campeão ao conquistar 13 vitórias em 14 rodadas. A família de Dixon o transferiu para a classe principal da Fórmula Ford em um carro Swift de 1992, garantindo o título de 1996-1997 com 8 vitórias em 15 largadas.
Sem ajuda da Motorsport NZ, a família de Dixon abordou o piloto Ken Smith, que se tornou o empresário e mentor de Scott, no plano de enviá-lo para a categoria Fórmula Holden do Australian Drivers' Championship. Dixon foi financiado por patrocinadores e indivíduos a cada corrida, guiando o carro Ralt Australia Reynard 91D – Holden de 1991, com potência insuficiente, e se classificou em terceiro, sendo nomeado o Novato do Ano e ganhando o direito de testar um V8 Supercar com a Holden Racing Team em 1997.
Seus investidores montaram uma empresa, a Scott Dixon Motor Sport, para financiar sua carreira em 1998 até que uma equipe de ponta o contratasse e lhe pagasse um salário. Dixon alcançou cinco vitórias, cinco segundos lugares e sete pole positions para conquistar o Campeonato Australiano de Pilotos Gold Star, após um duelo de uma temporada com o futuro piloto da V8 Supercars, Todd Kelly. Ele também terminou em segundo no Grande Prêmio da Nova Zelândia de 1998, repetindo o resultado em 1999.

### Indy Lights
Como a SDMS não podia bancar as categorias de base europeias que levavam à Fórmula 1, Dixon teve que se mudar para os EUA e competir na Indy Lights em 1999, correndo pela equipe Johansson Motorsports, de propriedade de Stefan Johansson. Dixon obteve uma vitória em Laguna Seca,  três pódios adicionais e totalizando quatro idas ao Top-5, se classificando em quinto no campeonato de pilotos e perdendo o título de melhor estreante para Jonny Kane.
Johansson substituiu Smith como empresário de Scott Dixon, decidindo manter o neozelandês na Indy Lights em 2000 e projetando ascendê-lo para a CART em 2001. Ele correu pela PacWest Lights Team após sugestão do gerente de mídia Brett Murray, assinando um contrato de cinco anos que lhe renderia 15 dias mínimos de testes com sua equipe CART em abril de 2000. Na Indy Lights, Dixon foi campeão com seis vitórias em doze corridas, somando 155 pontos e se tornando à época o segundo mais jovem campeão da categoria, atrás apenas de Greg Moore.

### CART
Dixon foi promovido à CART pelo proprietário da PacWest, Bruce McCaw, em 2001, substituindo o aposentado Mark Blundell no carro Reynard 01I - Toyota nº 18. Sua equipe o encorajou a ganhar peso antes do início da temporada, e ele treinou com seu companheiro de equipe Maurício Gugelmin. Dixon venceu o Lehigh Valley Grand Prix no Nazareth Speedway em sua terceira largada na carreira, dirigindo 116 voltas sem parar para abastecer, tornando-se o mais jovem vencedor de uma grande corrida de monopostos aos 20 anos, 9 meses e 14 dias. Seu recorde só foi superado em 2019, por Colton Herta.  Dixon fez mais um pódio na Milwaukee Mile e mais três quartos lugares em Chicago, Road America e Laguna Seca, terminando em oitavo no campeonato de pilotos com 98 pontos e ganhando o prêmio de Rookie of the Year (Estreante do Ano).

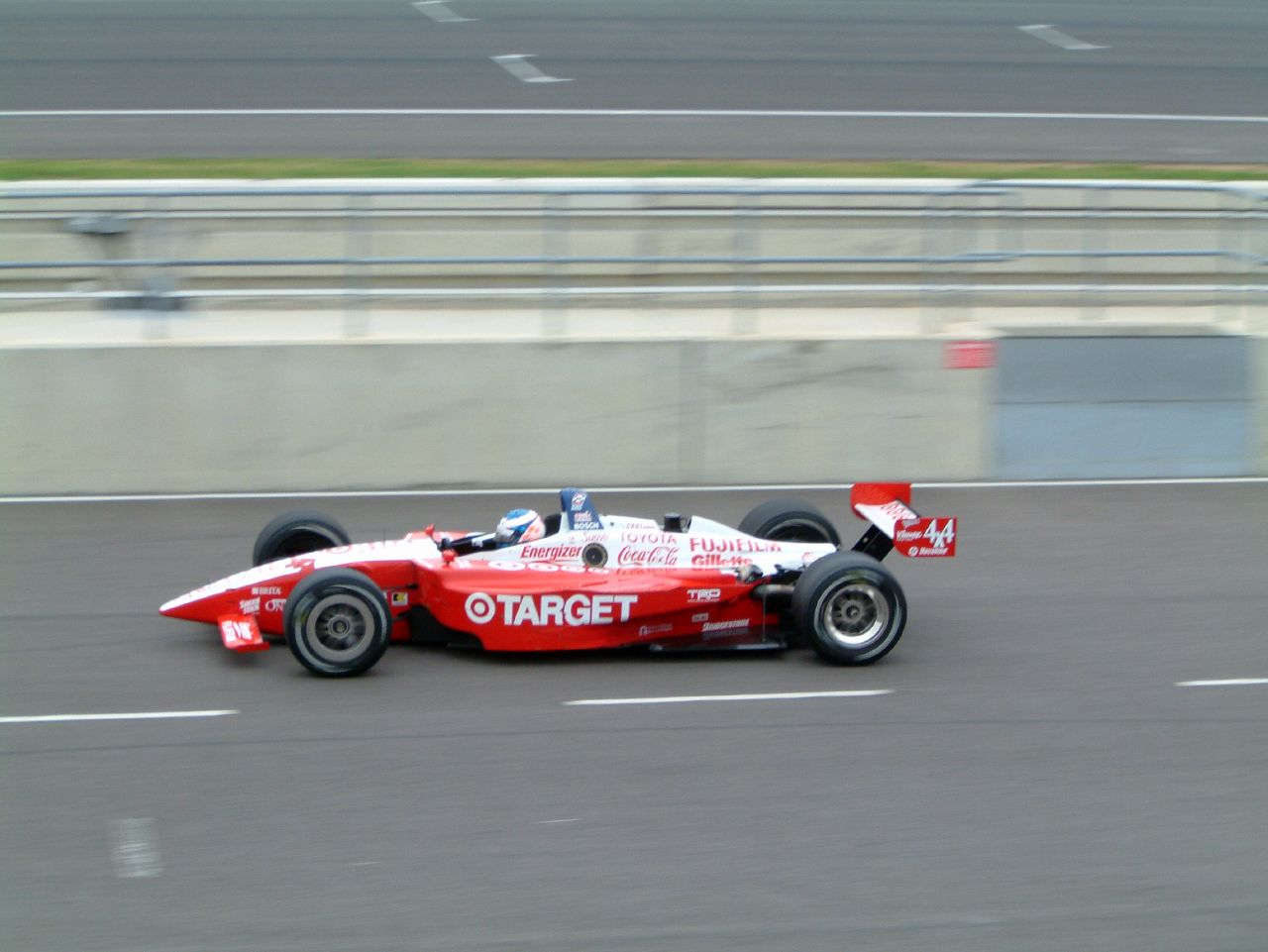
Dixon na CART em 2002.

Dixon retornou à equipe, renomeada PWR Championship Racing. na temporada de 2002, com a equipe trocando os fabricantes de Reynard para um Lola B02/00 -Toyota. Dixon propositalmente não assinou um contrato de longo prazo com a equipe para que pudesse mudar para a F1 se impressionasse as equipes durante os testes. Após suas duas primeiras colocações entre os dez primeiros em Monterey e Motegi nas três primeiras corridas, problemas financeiros forçaram a PWR a se separar. Isso levou a Chip Ganassi Racing a contratar Dixon para dirigir seu terceiro carro pelo resto da temporada. As negociações se concretizaram durante os preparativos para as 500 Milhas de Indianápolis, após discussões de Scott com sua família, o dono da equipe Chip Ganassi e o fabricante do motor Toyota. Seus companheiros de equipe foram Bruno Junqueira e Kenny Bräck. No restante da temporada, ele conseguiu nove resultados entre os dez primeiros, incluindo um segundo lugar conquistado em Denver, seu melhor resultado da temporada. Dixon terminou em 13º na classificação final do campeonato de pilotos com 97 pontos.

### IndyCar
Dixon migrou para a IRL em 2003, por conta do desejo de competir nas 500 Milhas de Indianápolis, e competiu pela Chip Ganassi Racing. Venceu a prova de abertura da temporada, a Toyota Indy 300, e repetiu o resultado em Pikes Peak e Richmond, somando mais cinco segundos lugares e quatro poles, com a primeira delas vindo em Motegi. Dixon superou rivais como Hélio Castroneves, Tony Kanaan, o bicampeão de CART Gil de Ferran e o bicampeão da IRL Sam Hornish Jr. para se tornar campeão na última prova, a Chevy 500 de 2003 (marcada pelo grave acidente que quase tirou a vida de Kenny Bräck), na qual conquistou o último de seus sete pódios. Dixon acumulou 507 pontos, superando o vice De Ferran por dezoito pontos.
Em 2004, Dixon não conseguiu nenhuma vitória, tendo como melhor resultado o segundo lugar em Phoenix. Ainda teve mais um Top-5 em Motegi, e foi mais nove vezes ao Top-10. Terminou a temporada em décimo lugar, com 355 pontos. Seu jejum de vitórias perdurou até 2005, quando ele venceu em Watkins Glen. Nesse ano, Dixon foi cinco vezes ao Top-10 e se classificou em 13º, com 321 pontos. Em 2006, venceu duas vezes e fez mais cinco pódios, todos segundos lugares. Teve outras três aparições no Top-5 e mais duas idas ao Top-10, finalizando a temporada em quarto lugar, com 460 pontos.
Em 2007, Dixon brigou pelo título com Tony Kanaan, campeão de 2004, e Dario Franchitti. O neozelandês venceu quatro vezes, totalizando dez pódios, com um deles sendo o segundo lugar nas 500 Milhas de Indianápolis, e mesmo tendo abandonado duas provas, nunca terminou abaixo do décimo lugar. Mesmo assim, Dixon perdeu o título para Franchitti, somando 624 pontos, 13 a menos que o britânico, e sendo o vice-campeão da temporada.

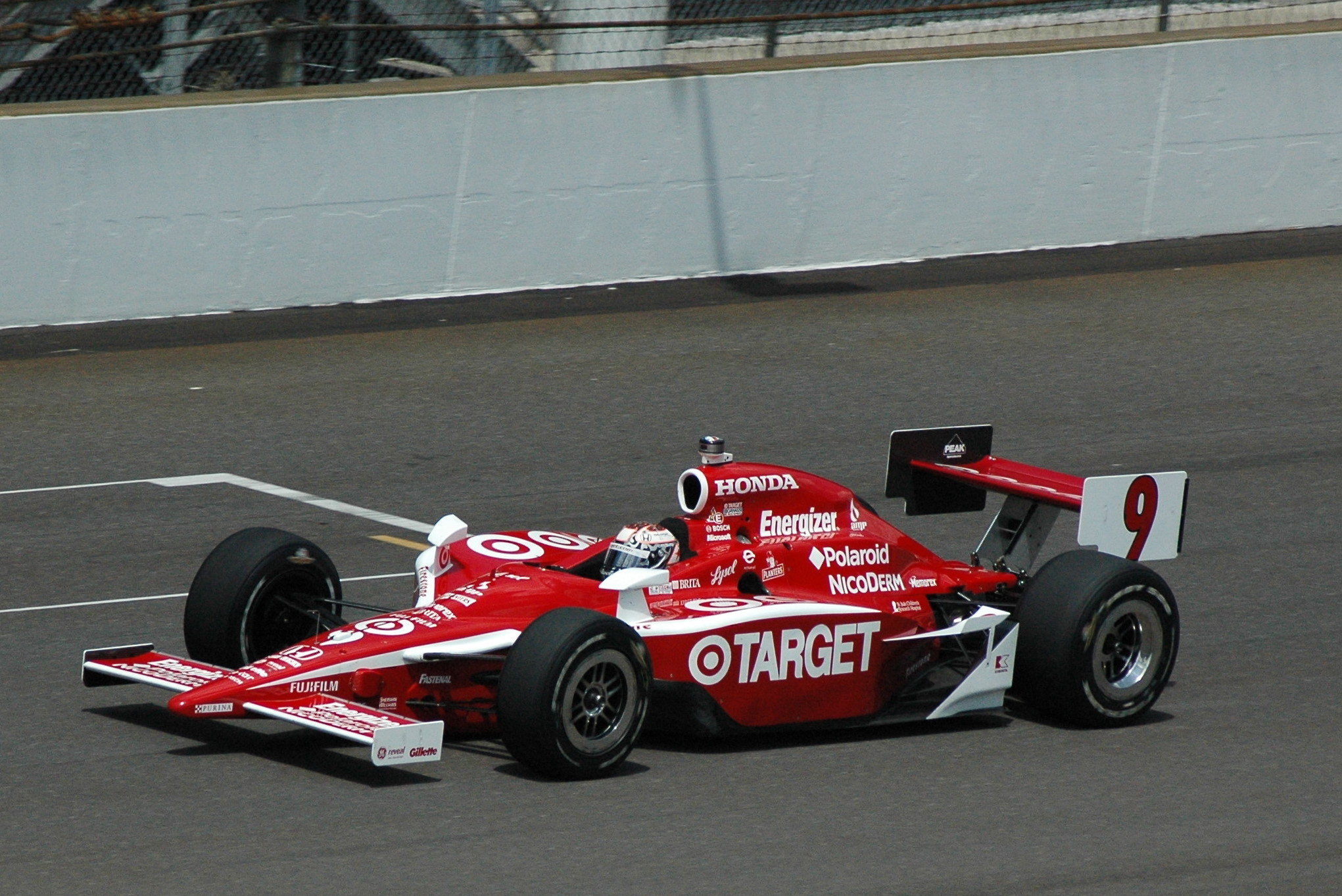
Dixon na IndyCar Series em 2008.

Em 2008, ano em que a Champ Car e a Indy se unificaram, Dixon venceu pela primeira vez as 500 Milhas de Indianápolis, partindo da pole position, e somou mais cinco vitórias, além de mais seis pódios e 646 pontos. Após batalhar novamente com Castroneves, tornou-se bicampeão da Indy na corrida de Chicago, em que ele ficou atrás do brasileiro por uma margem de 0.0033 segundos, a menor da história da categoria.
Em 2009, Dixon disputou o título com Franchitti e Ryan Briscoe. Venceu cinco vezes, fez mais outros cinco pódios, além de ter feito mais dois Top-5 e mais dois Top-10, incluindo o sexto lugar nas 500 Milhas de Indianápolis. Mas perdeu mais um título para Franchitti após chegar em terceiro na Indy 300, prova vencida pelo britânico. Dixon fez 605 pontos, com apenas um de vantagem sobre o terceiro colocado, mas a onze pontos de distância do campeão Franchitti, tendo que se contentar com mais um vice-campeonato.
Dixon conquistou três vitórias em 2010, em Kansas, Edmonton e Homestead, além de dois segundos lugares, dois quartos lugares e dois quintos lugares, o que lhe rendeu um terceiro lugar. Em 2011, ele venceu em Mid-Ohio e Motegi, terminando em segundo quatro vezes e em terceiro três vezes. No entanto, um começo de ano ruim e a falta de vitórias o impediram de competir pelo título, resultando em mais uma terceira colocação, enquanto Franchitti foi tricampeão da categoria e Power foi vice.
Em 2012, o neozelandês triunfou em Detroit e Mid-Ohio, terminou em segundo na Indy 500 e conquistou um total de seis pódios. No entanto, três abandonos e três finalizações tardias resultaram em um novo terceiro lugar no campeonato.

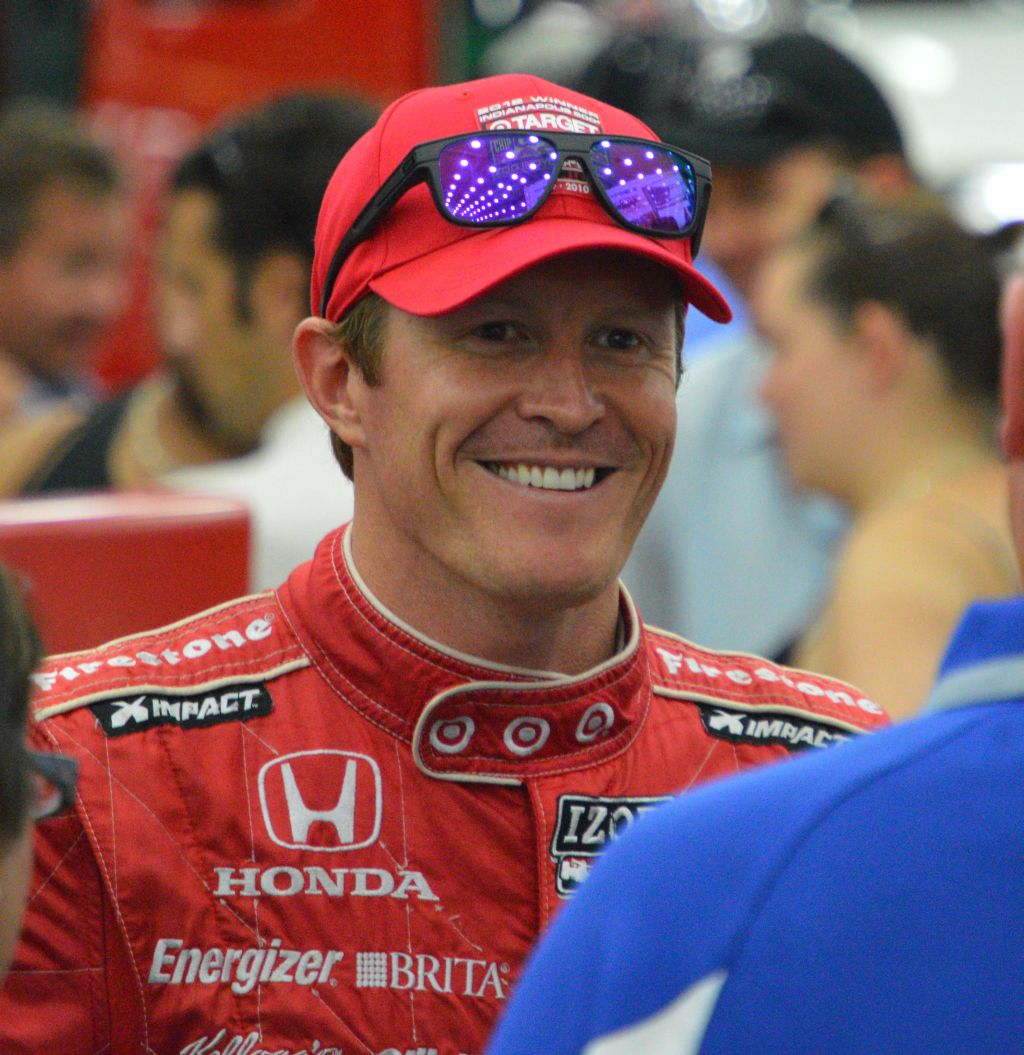
Scott Dixon durante o Grande Prêmio de Baltimore de 2013

No campeonato de 2013, o neozelandês torna-se tricampeão, conseguindo tirar a liderança do brasileiro Helio Castroneves na penúltima etapa no segundo dia de corrida em Houston. Foram quatro vitórias de Dixon, que também conquistou dois segundos lugares, dois quartos lugares e dois quintos lugares.
Dixon começou a temporada de 2014 com quatro resultados entre os cinco primeiros nas dez primeiras corridas. Na segunda metade, ele conquistou uma vitória em Mid-Ohio, da qual ele saiu do último lugar, e outra em Sears Point, além de um segundo lugar na Fontana 500 e sete resultados entre os cinco primeiros. Isso lhe permitiu terminar em terceiro, atrás de Will Power e Castroneves.
Em 2015, o neozelandês conquistou seu quarto título da IndyCar, vencendo em Long Beach, Texas, e Sonoma, além de acumular um terceiro lugar e dois quartos lugares, com um deles sendo nas 500 Milhas de Indianápolis, que ele partiu da pole. O australiano empatou em pontos com Juan Pablo Montoya, mas no desempate por vitórias, Dixon o superou por ter alcançado três, contra duas do colombiano.
A Ganassi manteve Dixon para 2016. Ele triunfou em Phoenix e Watkins Glen, terminou em segundo em Long Beach e em terceiro em Iowa, terminando em sexto num campeonato esquecível. Em 2017, Dixon conquistou uma vitória em Road America e sete pódios, e chegou a ser pole das 500 Milhas de Indianápolis, mas abandonou a prova. Ele terminou em terceiro no campeonato, atrás de Josef Newgarden e Simon Pagenaud.

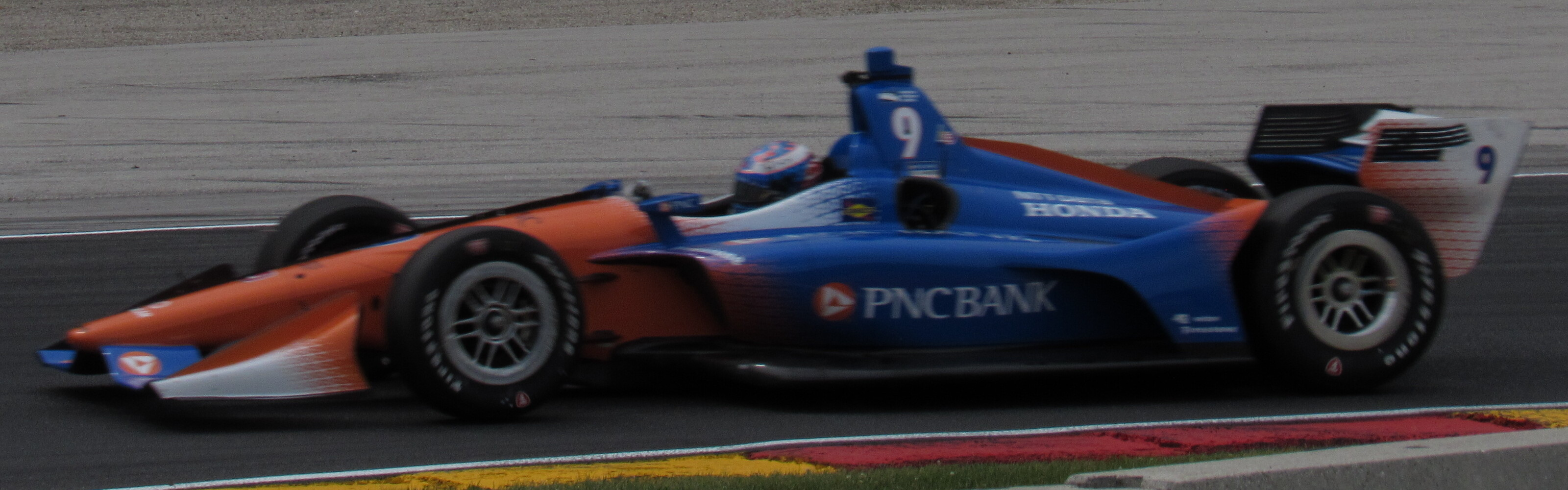
Dixon no GP de Kohler de 2018

O neozelandês conquistou seu pentacampeonato da IndyCar em 2018, após vencer as corridas de Detroit, Texas e Toronto, e conseguir dois segundos lugares, quatro terceiros lugares (um deles nas 500 Milhas de Indianápolis) e um total de 13 resultados entre os cinco primeiros, com seu pior resultado sendo um 12º lugar em Iowa. Dixon terminou à frente do vice Alexander Rossi por 57 pontos.
Em 2019, Dixon conquistou duas vitórias (Detroit e Mid-Ohio) e 10 pódios. No entanto, resultados ruins o impediram de defender seu título com sucesso, terminando em quarto lugar na classificação de pilotos.
Em 2020, mais uma vez pela Chip Ganassi, conquistou o hexacampeonato após terminar a etapa de St. Petersburg em terceiro, ficando 16 pontos à frente do norte-americano Josef Newgarden, da Penske, que buscava o tricampeonato e venceu 4 etapas do campeonato. Dixon teve um início de campeonato avassalador vencendo as 3 primeiras etapas e administrando a vantagem no decorrer do campeonato. Vencendo ainda mais uma etapa e sendo segundo colocado na Indy 500 (etapa com pontuação dupla).

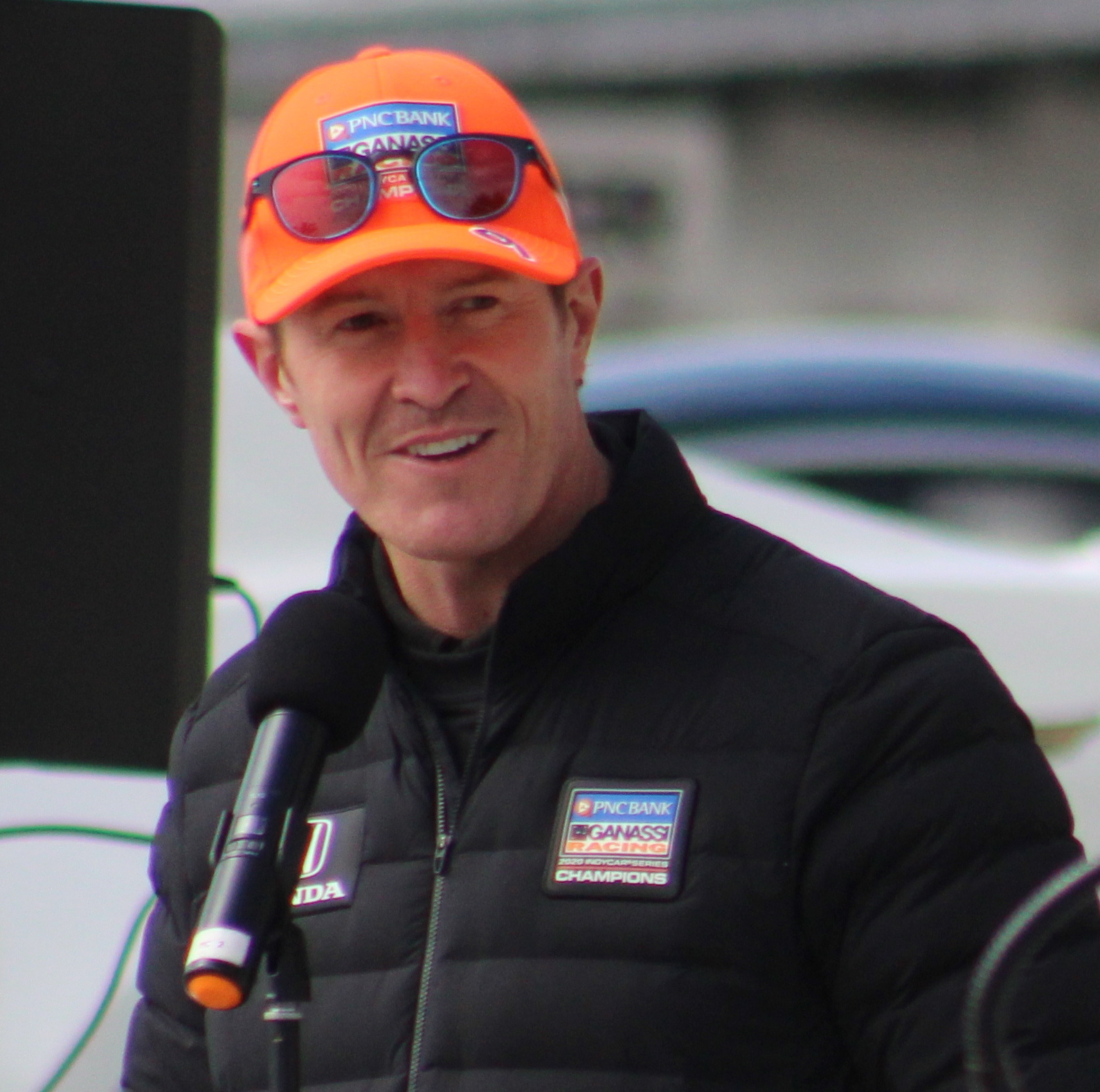
Scott Dixon durante as 500 Milhas de Indianápolis de 2021

Em 2021, Dixon terminou em quarto lugar na temporada, com uma vitória na primeira corrida no Texas, cinco pódios e 12 resultados entre os 10 primeiros. Ele também conquistou a pole position para as 500 Milhas de Indianápolis, mas teve dificuldades para reiniciar o carro durante seu primeiro pit stop, terminando em 17º na corrida.
O neozelandês continuou com a Ganassi na temporada de 2022 da IndyCar. Nas 500 Milhas de Indianápolis, ele conseguiu a pole position mais rápida da história da corrida com uma velocidade média de 234,046 mph (376,661 km/h), com esse recorde sendo batido em 2023 pelo espanhol Álex Palou. Dixon liderou 95 voltas da corrida, mas foi penalizado por exceder a velocidade máxima nos boxes, e foi rebaixado para a 21ª colocação. O piloto triunfou em Toronto e Nashville, e acumulou outros dois pódios e um total de nove top 5 em 17 corridas. Assim, ele terminou em terceiro na classificação geral, atrás de Will Power e Josef Newgarden.

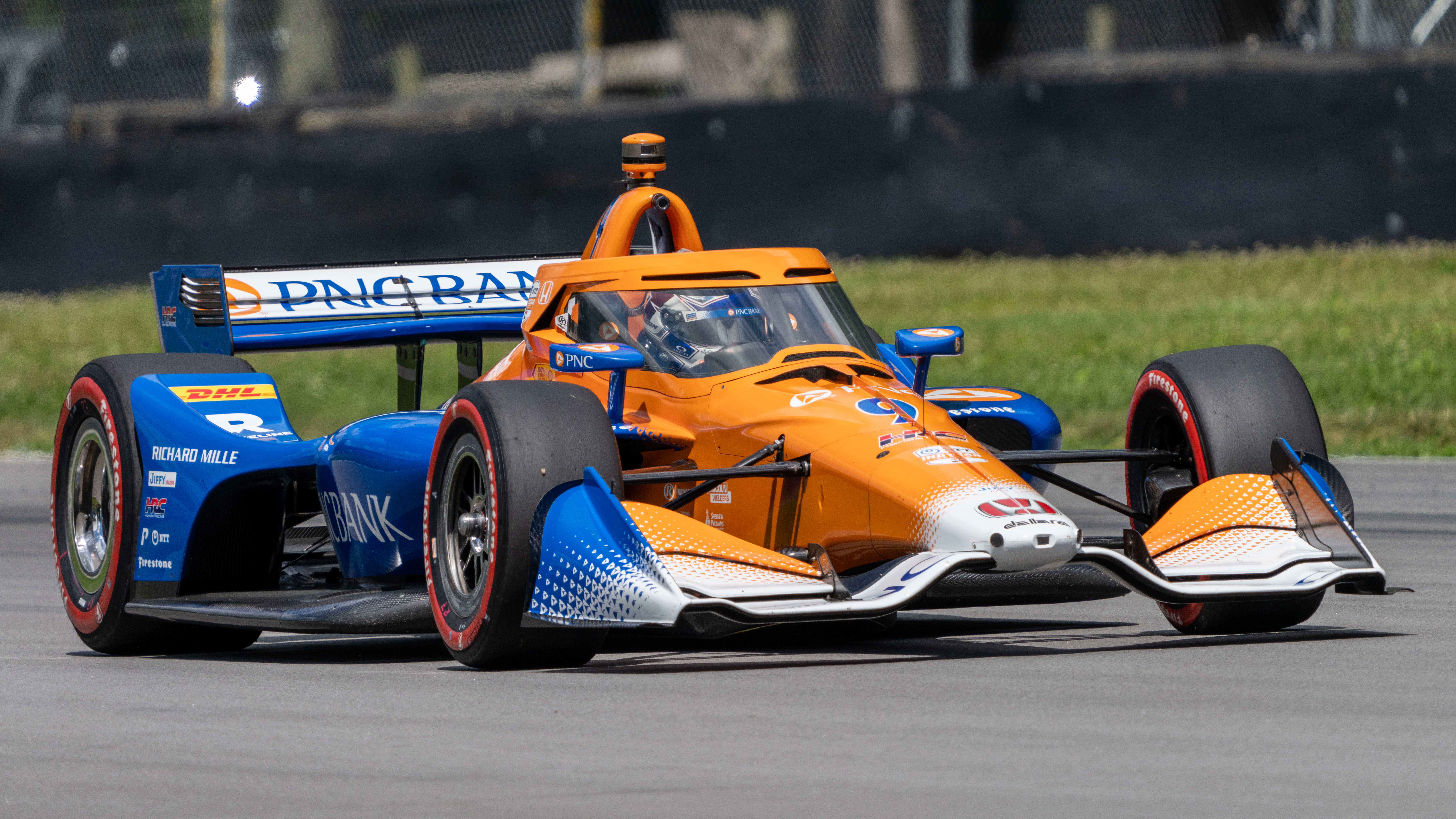
Dixon em Mid-Ohio em 2024

Em 2023, Dixon fez outra boa temporada, na qual só não ficou no Top-10 em Long Beach, prova que ele abandonou. Foram seis pódios, com três deles sendo vitórias, mas todas elas vieram na reta final do campeonato, o que o impediu de tirar o título de Álex Palou. Com isso, Dixon foi pela terceira vez vice-campeão da IndyCar, a 78 pontos de distância do bicampeão espanhol.
Em 2024, Dixon teve pódios, incluindo o terceiro lugar nas 500 Milhas de Indianápolis. Ainda fez mais três quartos lugares e foi outras três vezes ao Top-10, vencendo em Long Beach e chegando a liderar o campeonato após triunfar em Detroit, mas acabou a temporada em sexto, com 456 pontos. Em 2025, faz sua vigésima terceira temporada consecutiva na Ganassi. Conquistou seu primeiro pódio do ano ao ser segundo colocado em St. Petersburg. Obteve sua primeira vitória da temporada em Mid-Ohio, se beneficiando de um erro do seu companheiro Palou, que abandonou faltando seis voltas para o fim da prova.

### Corridas de resistência

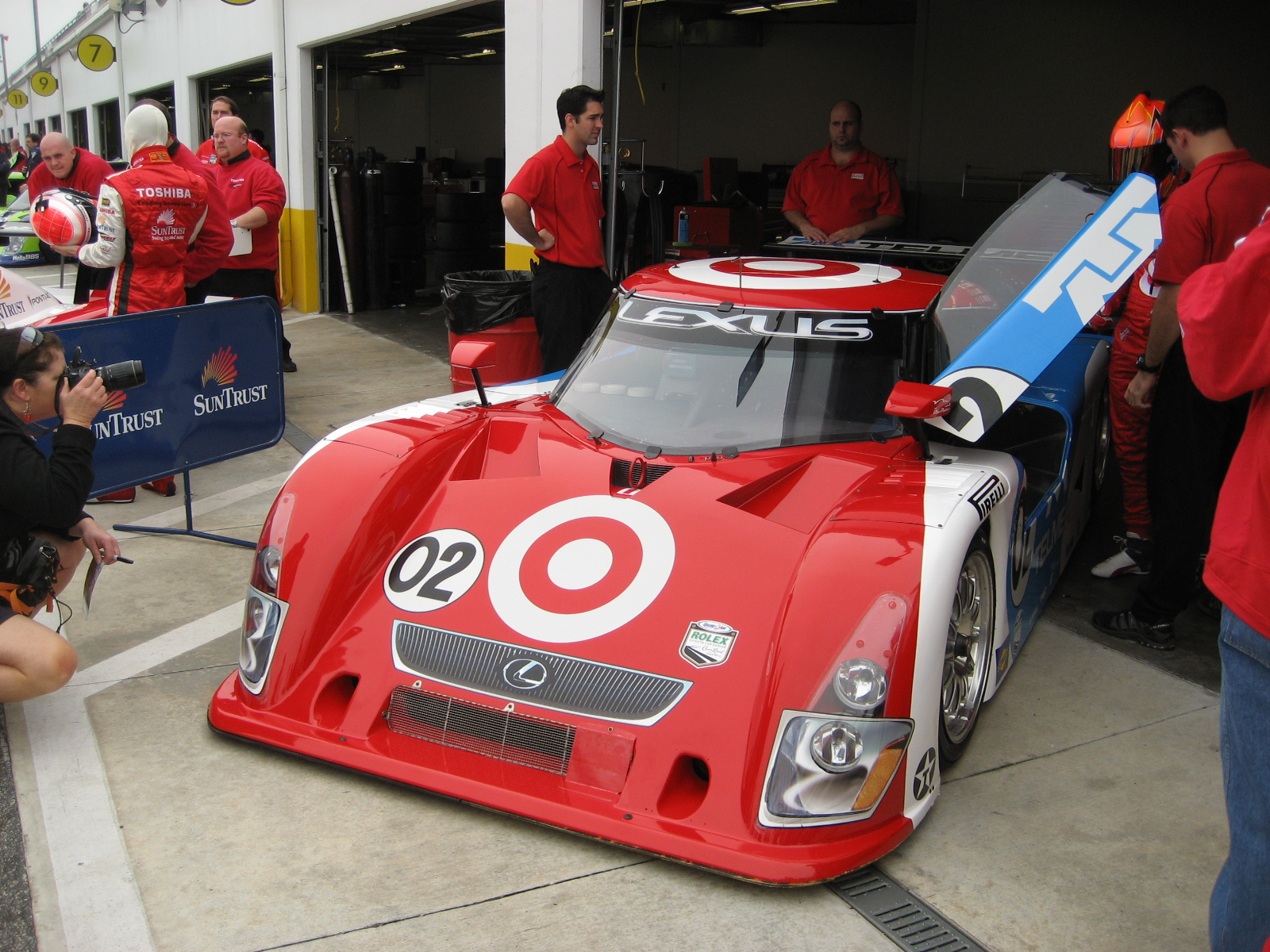
Carro de Dixon nas 24 Horas de Daytona de 2008

A estreia de Dixon nas corridas de resistência foi na American Le Mans Series, em que ele participou da Petit Le Mans. Correu no carro nº 36 da Ferrari 333 SP LMP com Johansson e Jim Matthews, mas abandonou devido a problemas na caixa de câmbio. Mais tarde, Dixon fez sua primeira incursão nas 24 Horas de Daytona de 2004, quando a prova ainda fazia parte da Rolex Sports Car Series. O australiano correu com Jimmy Morales, Max Papis e Scott Pruett, terminando em sexto na classe e em décimo no geral. Dixon voltou a Daytona em todos os anos desde então, sendo vencedor geral em 2006 ao lado de Dan Wheldon e Casey Mears, em 2015 (já na IMSA), com Tony Kanaan, Kyle Larson e Jamie McMurray, e 2020, com Briscoe, Kamui Kobayashi e Renger van der Zande. Dixon ainda venceu na classe GTLM em 2018, guiando o Ford GT nº 69 da Ford CG com Ryan Briscoe e Richard Westbrook. E conquistou pódios em 2011, ano em que foi segundo com McMurray, Dario Franchitti e Juan Pablo Montoya, em 2023, quando foi terceiro com Van der Zande e Sébastien Bourdais, e em 2025, quando foi segundo colocado ao lado de Tom Blomqvist, Colin Braun e Felix Rosenqvist.

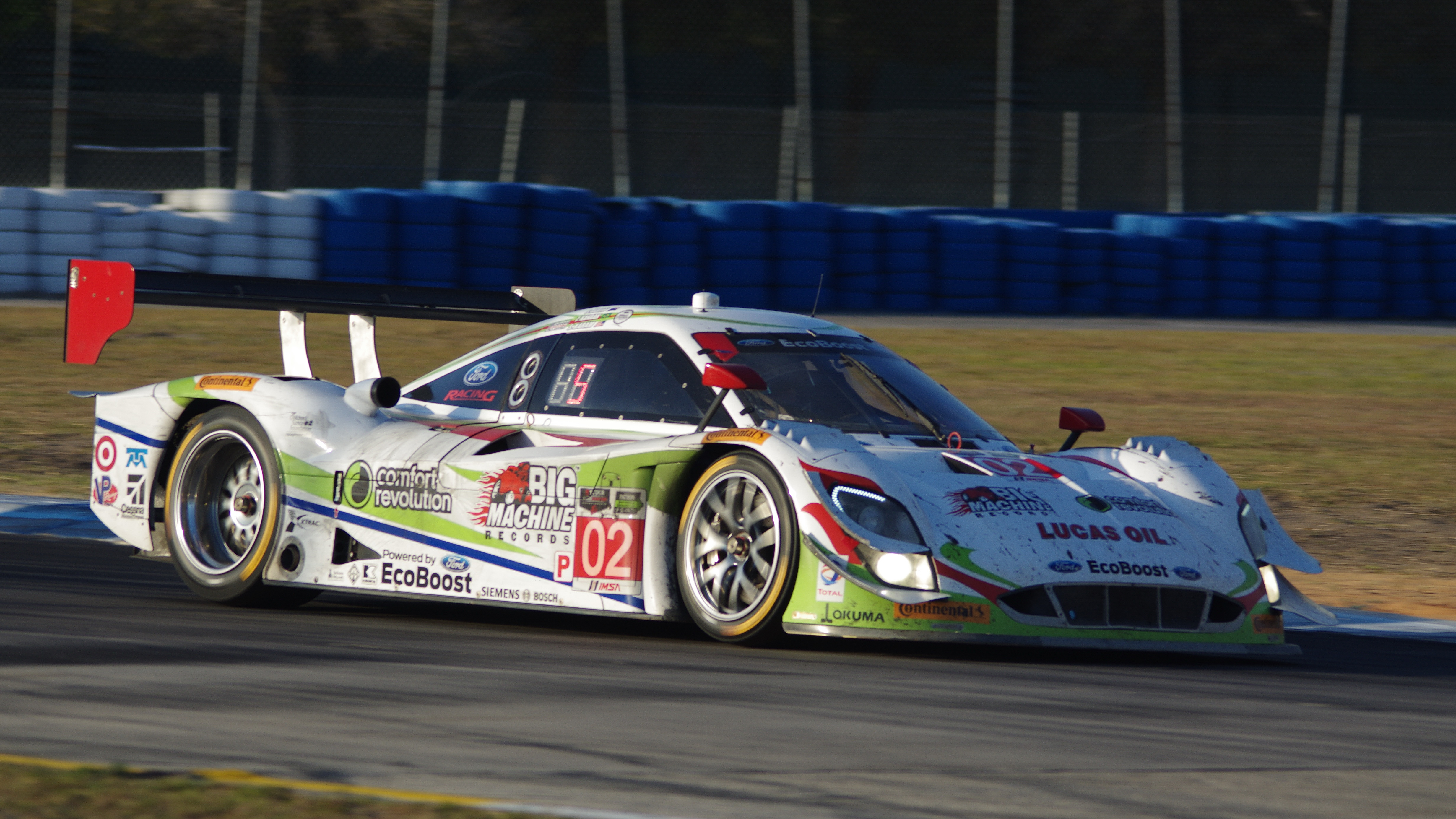
Carro de Dixon nas 12 Horas de Sebring de 2014

Dixon também disputou as 12 Horas de Sebring em todas as edições desde 2014, tendo como melhor resultado um segundo lugar em 2024. Além de Sebring e Daytona, a outra prova da IMSA que Dixon costuma participar é a Petit Le Mans, que ele venceu em 2020 e 2024. Para 2025, Dixon está programado para aparecer nas etapas de endurance da IMSA com a Meyer Shank, pilotando o carro de número 60 com Braun e Blomqvist. Além do segundo lugar em Daytona, Dixon foi décimo em Sebring.

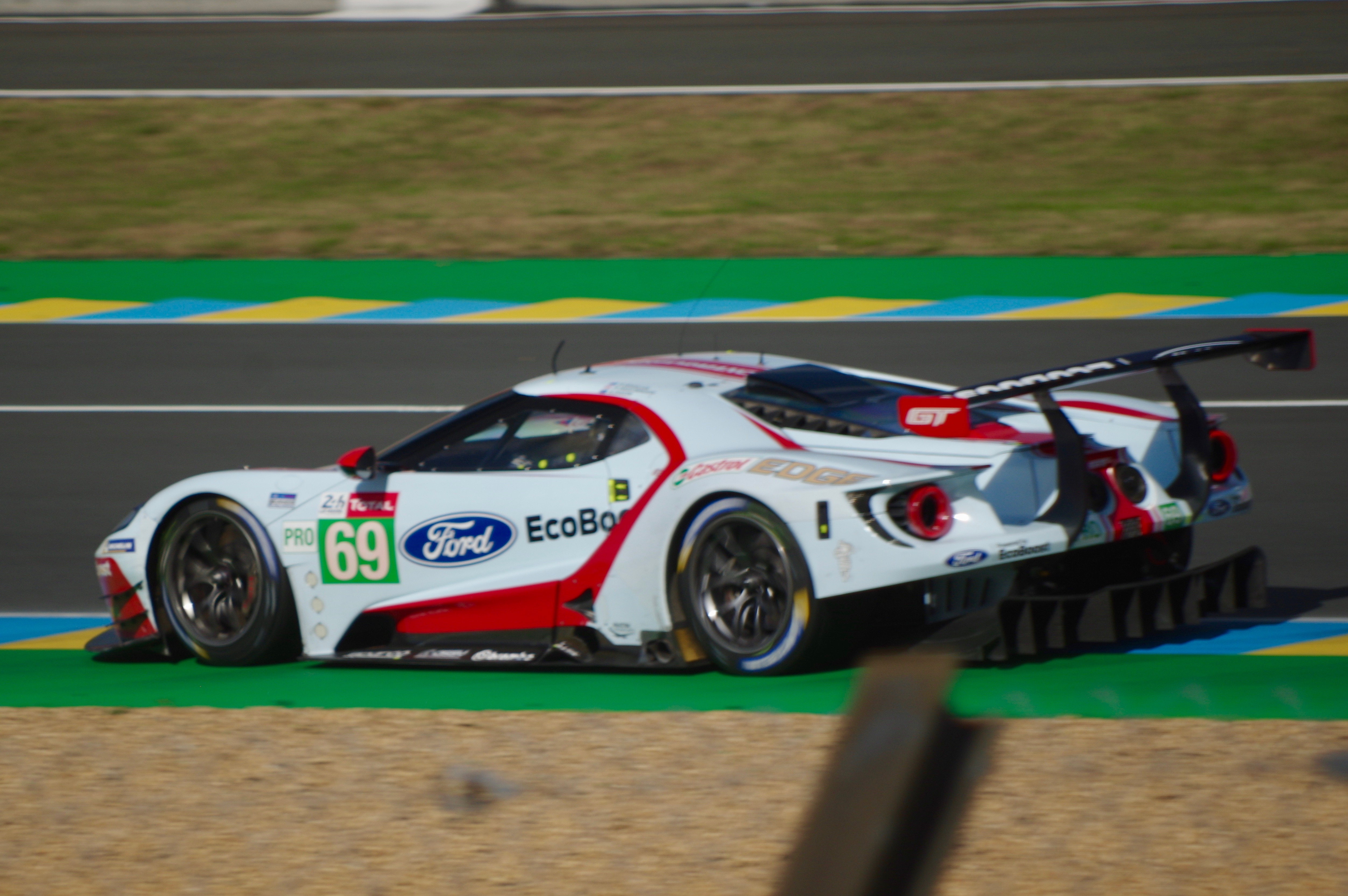
Carro de Dixon nas 24 Horas de Le Mans de 2019

Já nas 24 Horas de Le Mans, a primeira participação de Dixon foi em 2016, quando ele correu na Ford Chip Ganassi Team USA com Briscoe e Westbrook e foi terceiro colocado na classe GTE Pro e vigésimo na geral. Repetiu a parceria com eles até 2019, quando o trio foi quinto colocado na sua respectiva classe. Após um hiato, Dixon retornou às 24 Horas de Le Mans em 2023 pela Cadillac Racing, correndo na classe Hypercar com Van der Zande e Sébastien Bourdais e sendo quarto colocado na classificação geral, o que foi seu melhor resultado na prova francesa. Em 2024, o trio abandonou após 223 voltas por problemas mecânicos.

## Resultados

### IndyCar Series
| 2015 | Chip Ganassi | Dallara DW12 | Chevrolet | F | STP 15 | NOL 11 | LBH 1  | ALA 3   | IMS 10  | INDY 4  | DET1 5 | DET2 20 | TXS 1   | TOR 8   | FON 6  | MIL 7   | IOW 18  | MDO 4  | POC 9  | SNM 1  |        |       |       | 556 | 1º  |
| 2014 | Chip Ganassi | Dallara DW12 | Chevrolet | F | STP 4  | LBH 12 | ALA 3  | IMS 15  | INDY 29 | DET1 11 | DET2 4 | TXS 5   | HOU1 19 | HOU2 18 | POC 5  | IOW 4   | TOR1 5  | TOR2 7 | MDO 1  | MIL 4  | SNM 1  | FON 2 |       | 604 | 3º  |
| 2013 | Chip Ganassi | Dallara      | Honda     | F | STP 5  | ALA 2  | LBH 11 | SAO 18  | INDY 14 | DET1 4  | DET2 4 | TXS 23  | MIL 6   | IOW 16  | POC 1  | TOR1    | TOR2 1  | MDO 7  | SNM 15 | BAL 19 | HOU1   | HOU2  | FON 5 | 577 | 1º  |
| 2012 | Chip Ganassi | Dallara      | Honda     | F | STP 2  | ALA 2  | LBH 23 | SAO 17  | INDY 2  | DET 1   | TXS 18 | MIL 11  | IOW 4   | TOR 25  | EDM 10 | MDO 1   | SNM 13  | BAL 4  | FON 3  |        |        |       |       | 435 | 3º  |
| 2011 | Chip Ganassi | Dallara      | Honda     | F | STP 16 | ALA 2  | LBH 18 | SAO 12  | INDY 5  | TXS1 2  | TXS2   | MIL 7   | IOW 3   | TOR 2   | EDM 23 | MDO 1   | NHM 3   | SNM 5  | BAL 5  | MOT 1  | KTY 3  | LVS C |       | 518 | 3º  |
| 2010 | Chip Ganassi | Dallara      | Honda     | F | SAO 6  | STP 18 | ALA 2  | LBH 4   | KAN 1   | INDY 5  | TXS 4  | IOW 6   | WGL 8   | TOR 20  | EDM 1  | MDO 5   | SNM 2   | CHI 8  | KTY 7  | MOT 6  | HMS 1  |       |       | 547 | 3º  |
| 2009 | Chip Ganassi | Dallara      | Honda     | F | STP 16 | LBH 15 | KAN 1  | INDY 6  | MIL 1   | TXS 3   | IOW 5  | RIR 1   | WGL 3   | TOR 4   | EDM 3  | KTY 7   | MDO 1   | SNM 13 | CHI 2  | MOT 1  | HMS 3  |       |       | 605 | 2º  |
| 2008 | Chip Ganassi | Dallara      | Honda     | F | HMS 1  | STP 22 | MOT 3  | LBH DNP | KAN 3   | INDY 1  | MIL 2  | TXS 1   | IOW 4   | RIR 3   | WGL 11 | NSH 1   | MDO 3   | EDM 1  | KTY 1  | SNM 12 | DET 5  | CHI 2 | SRF 2 | 646 | 1º  |
| 2007 | Chip Ganassi | Dallara      | Honda     | F | HMS 2  | STP 2  | MOT 4  | KAN 4   | INDY 2  | MIL 4   | TXS 12 | IOW 10  | RIR 2   | WGL 1   | NSH 1  | MDO 1   | MIS 10  | KTY 2  | SNM 1  | DET 8  | CHI 2  |       |       | 624 | 2º  |
| 2006 | Chip Ganassi | Dallara      | Honda     | F | HMS 5  | STP 2  | MOT 9  | INDY 6  |         | TXS 2   | RIR 11 | KAN 4   | NSH 1   | MIL 10  | MIS 16 | KTY 2   |         | CHI 2  |        |        |        |       |       | 460 | 4º  |
| 2006 | Chip Ganassi | Panoz        | Honda     | F |        |        |        |         | WGL 1   |         |        |         |         |         |        |         | SNM 4   |        |        |        |        |       |       | 460 | 4º  |
| 2005 | Chip Ganassi | Panoz        | Toyota    | F | HMS 16 | PHX 12 | STP 6  |         | INDY 24 | TXS 11  | RIR 22 | KAN 18  | NSH 6   | MIL 13  | MIS 19 | KTY 23  | PPIR 16 | SNM 7  | CHI 19 | WGL 1  | FON 10 |       |       | 321 | 13º |
| 2005 | Chip Ganassi | Dallara      | Toyota    | F |        |        |        | MOT 21  |         |         |        |         |         |         |        |         |         |        |        |        |        |       |       | 321 | 13º |
| 2004 | Chip Ganassi | G-Force      | Toyota    | F | HMS 18 | PHX 2  | MOT 5  | INDY 8  | TXS 14  | RIR 8   | KAN 12 | NSH 8   | MIL Wth | MIS 7   | KTY 13 | PPIR 20 | NZR 9   | CHI 7  | FON 8  | TX2 6  |        |       |       | 355 | 10º |
| 2003 | Chip Ganassi | G-Force      | Toyota    | F | HMS 1  | PHX 20 | MOT 15 | INDY 17 | TXS 6   | PPIR 1  | RIR 1  | KAN 6   | NSH 2   | MIS 5   | STL 15 | KTY 2   | NZR 16  | CHI 2  | FON 2  | TX2 2  |        |       |       | 507 | 1º  |

### 500 Milhas de Indianápolis[72]
| Ano  | Chassi  | Motor     | Classificação | Resultado | Equipe              |
| ---- | ------- | --------- | ------------- | --------- | ------------------- |
| 2003 | Panoz   | Toyota    | 4             | 17        | Chip Ganassi Racing |
| 2004 | Panoz   | Toyota    | 13            | 8         | Chip Ganassi Racing |
| 2005 | Panoz   | Toyota    | 13            | 24        | Chip Ganassi Racing |
| 2006 | Dallara | Honda     | 4             | 6         | Chip Ganassi Racing |
| 2007 | Dallara | Honda     | 4             | 2         | Chip Ganassi Racing |
| 2008 | Dallara | Honda     | 1             | 1         | Chip Ganassi Racing |
| 2009 | Dallara | Honda     | 5             | 6         | Chip Ganassi Racing |
| 2010 | Dallara | Honda     | 6             | 5         | Chip Ganassi Racing |
| 2011 | Dallara | Honda     | 2             | 5         | Chip Ganassi Racing |
| 2012 | Dallara | Honda     | 15            | 2         | Chip Ganassi Racing |
| 2013 | Dallara | Honda     | 16            | 14        | Chip Ganassi Racing |
| 2014 | Dallara | Chevrolet | 11            | 29        | Chip Ganassi Racing |
| 2015 | Dallara | Chevrolet | 1             | 4         | Chip Ganassi Racing |
| 2016 | Dallara | Chevrolet | 13            | 8         | Chip Ganassi Racing |
| 2017 | Dallara | Honda     | 1             | 32        | Chip Ganassi Racing |
| 2018 | Dallara | Honda     | 9             | 3         | Chip Ganassi Racing |
| 2019 | Dallara | Honda     | 18            | 17        | Chip Ganassi Racing |
| 2020 | Dallara | Honda     | 2             | 2         | Chip Ganassi Racing |
| 2021 | Dallara | Honda     | 1             | 17        | Chip Ganassi Racing |
| 2022 | Dallara | Honda     | 1             | 21        | Chip Ganassi Racing |

### CART/Champ Car
| 2002 | PacWest      | Lola B02/00 | Toyota RV8F | F | MTY 6  | LBH 18 | MOT 9   |       |       |       |         |       |         |        |        |        |        |       |        |        |         |         |       |        |         | 97 | 13º |
| 2002 | Chip Ganassi | Lola B02/00 | Toyota RV8F | F |        |        |         | MIL 6 | LS 6  | POR 7 | CHI 6   | TOR 5 | CLE 15  | VAN 16 | MDO 5  | ROA 17 | MTL 10 | DEN 2 | ROC 12 | MIA 18 | SRF 15  | FON 6   | MEX 7 |        |         | 97 | 13º |
| 2001 | PacWest      | Reynard 01i | Toyota RV8F | F | MTY 13 | LBH 19 | TXS DNS | NZR 1 | MOT 9 | MIL 3 | DET Ret | POR 7 | CLE Ret | TOR 5  | MIS 10 | CHI 4  | MDO 12 | ROA 4 | VAN 13 | LAU 9  | ROC Ret | HOU Ret | LS 4  | SRF 15 | FON Ret | 98 | 8º  |

### 24 Horas de Le Mans
| Year | Team                       | Co-pilotos                              | Carro               | Classe   | Voltas | Pos. | Class Pos. |
| ---- | -------------------------- | --------------------------------------- | ------------------- | -------- | ------ | ---- | ---------- |
| 2016 | Ford Chip Ganassi Team USA | Ryan Briscoe Richard Westbrook          | Ford GT             | GTE Pro  | 340    | 20º  | 3º         |
| 2017 | Ford Chip Ganassi Team USA | Ryan Briscoe Richard Westbrook          | Ford GT             | GTE Pro  | 337    | 23º  | 7º         |
| 2018 | Ford Chip Ganassi Team USA | Ryan Briscoe Richard Westbrook          | Ford GT             | GTE Pro  | 309    | 39º  | 14º        |
| 2019 | Ford Chip Ganassi Team USA | Ryan Briscoe Richard Westbrook          | Ford GT             | GTE Pro  | 341    | 24º  | 5º         |
| 2023 | Cadillac Racing            | Sébastien Bourdais Renger van der Zande | Cadillac V-Series.R | Hypercar | 340    | 4º   | 4º         |
| 2024 | Cadillac Racing            | Sébastien Bourdais Renger van der Zande | Cadillac V-Series.R | Hypercar | 223    | DNF  | DNF        |